# Matej Baloga
Matej Baloga (* 8. August 1997 in Prešov, Prešovský kraj) ist ein ehemaliger slowakischer Biathlet. Nach einigen Jahren im IBU-Cup war er ab Ende 2020 im Weltcup aktiv und nahm als Teil der Nationalmannschaft an den Olympischen Spielen 2022 teil.

## Sportliche Laufbahn
Baloga gab sein internationales Debüt Anfang 2015 bei den Jugendweltmeisterschaften in Minsk-Raubitschy, seine ersten Top-30-Ergebnisse erzielte er im Jahr darauf. Zu Beginn der Saison 2017/18 gab der Slowake seinen Einstand im IBU-Cup und lief dort fast die ganze Saison, konnte aber nirgends ein Verfolgungsrennen erreichen. Auch der Folgewinter war nicht von großen Erfolgen geprägt, bei einem seiner wenigen Auftritte im IBU-Junior-Cup gelang Baloga im Sprintrennen von Sjusjøen zum ersten und einzigen Mal ein Top-5-Resultat. Erste Punkte auf der zweithöchsten Rennebene gab es im Dezember 2019 in Obertilliach mit Rang 38 im Kurzeinzel, diesen brach er kurz darauf mit zwei 27. und einem 23. Platz in Osrblie. Durch die einigermaßen guten Ergebnisse gab der Slowake im März 2020 bei den Wettkämpfen von Nové Město sein Debüt im Weltcup und wurde im Sprint und im Staffelrennen eingesetzt, allerdings ohne ein hervorstechendes Ergebnis.
Zur Saison 2020/21 war Baloga erstmals regulärer Teil der Weltcupmannschaft und stellte gleich zu Beginn der Saison mit Rang 83 im Sprint von Kontiolahti sein bis heute bestes Resultat auf. Mit der Staffel um Michal Šíma, Tomáš Hasilla und Šimon Bartko ging es als Bestergebnis in Antholz auf Position 12. Höhepunkt der Saison war die Teilnahme an den Weltmeisterschaften auf der Pokljuka, wo Baloga im Einzel und der Staffel lief. Sehr erfolgreich verliefen die Sommerbiathlon-Weltmeisterschaften 2021 in Nové Město na Moravě; nach Rang 9 im Supersprint gewann er die Silbermedaille im Sprint und feierte damit das erste Podest seiner Karriere. Nicht von Erfolg gekrönt verlief hingegen der Winter 2021/22, mit Ausnahme einiger recht guter Staffelrennen landete Baloga durchgehend auf hinteren Rängen im Ziel und lief deswegen auch einige IBU-Cup-Wettkämpfe. Trotzdem wurde er neben Šíma, Bartko und Tomáš Sklenárik für die Olympischen Spiele in Peking nominiert, konnte dort aber ebenfalls nicht überzeugen.
Da er keine hervorstechenden Ergebnisse lieferte, gab Baloga schon im Frühjahr 2022 an, aufgrund fehlender Förderung durch seine Universität und den Verband ein Karriereende in Betracht zu ziehen. Im Herbst des Jahres trat er schließlich zusammen mit Šimon Bartko und Tomáš Hasilla sowie Veronika Machyniaková zurück und hinterließ damit eine riesige Lücke im slowakischen Männerteam.

## Persönliches
Matej Baloga startete seit seiner Kindheit für das Biathlonteam seines Vaters, das Foxteam, da er zwar oft andere Trainingsmethoden ausprobierte, aber nie „einen Nationaltrainer für ein ganzes Jahr“ hatte. Zu seinem ein Jahr älteren Mannschaftskollegen Šimon Bartko, der ebenfalls aus Prešov stammt, hatte er bereits als Junior engen Kontakt und sah diesen immer als Vorbild an. Baloga studiert an der technischen Universität von Zvolen.

## Statistiken

### Weltcupplatzierungen
Die Tabelle zeigt alle Platzierungen (je nach Austragungsjahr einschließlich Olympische Spiele und Weltmeisterschaften).
- 1.–3. Platz: Anzahl der Podiumsplatzierungen
- Top 10: Anzahl der Platzierungen unter den ersten zehn (einschließlich Podium)
- Punkteränge: Anzahl der Platzierungen innerhalb der Punkteränge (einschließlich Podium und Top 10)
- Starts: Anzahl gelaufener Rennen in der jeweiligen Disziplin
- Staffel: inklusive Mixed- und Single-Mixed-Staffeln

| Platzierung | Einzel | Sprint | Verfolgung | Massenstart | Staffel | Gesamt |
| ----------- | ------ | ------ | ---------- | ----------- | ------- | ------ |
| 1. Platz    |        |        |            |             |         |        |
| 2. Platz    |        |        |            |             |         |        |
| 3. Platz    |        |        |            |             |         |        |
| Top 10      |        |        |            |             |         |        |
| Punkteränge |        |        |            |             | 14      | 14     |
| Starts      | 3      | 7      |            |             | 14      | 24     |

### Olympische Winterspiele
Ergebnisse bei Olympischen Winterspielen:
|                                        | Einzelwettbewerbe | Einzelwettbewerbe | Einzelwettbewerbe | Einzelwettbewerbe | Staffelwettbewerbe | Staffelwettbewerbe |
| Einzel                                 | Sprint            | Verfolgung        | Massenstart       | Herrenstaffel     | Mixedstaffel       |                    |
| -------------------------------------- | ----------------- | ----------------- | ----------------- | ----------------- | ------------------ | ------------------ |
| Olympische Winterspiele 2022 \| Peking | 84.               | 85.               | –                 | –                 | 21.                | –                  |

### Biathlon-Weltmeisterschaften
Ergebnisse bei den Weltmeisterschaften:
| Weltmeisterschaften | Weltmeisterschaften | Einzelwettbewerbe | Einzelwettbewerbe | Einzelwettbewerbe | Einzelwettbewerbe | Staffelwettbewerbe | Staffelwettbewerbe | Staffelwettbewerbe |
| Jahr                | Ort                 | Einzel            | Sprint            | Verfolgung        | Massenstart       | Herrenstaffel      | Mixedstaffel       | S.-M.-Staffel      |
| ------------------- | ------------------- | ----------------- | ----------------- | ----------------- | ----------------- | ------------------ | ------------------ | ------------------ |
| 2021                | Pokljuka            | 85.               | –                 | –                 | –                 | 17.                | –                  | –                  |

### Jugend-/Juniorenweltmeisterschaften
Baloga nahm bis 2016 an den Jugend-, ab 2017 an den Juniorenwettkämpfen teil.
| Weltmeisterschaften | Weltmeisterschaften | Einzelwettbewerbe | Einzelwettbewerbe | Einzelwettbewerbe | Herrenstaffel |
| Jahr                | Ort                 | Einzel            | Sprint            | Verfolgung        | Herrenstaffel |
| ------------------- | ------------------- | ----------------- | ----------------- | ----------------- | ------------- |
| 2015                | Minsk               | 50.               | 61.               | –                 | 13.           |
| 2016                | Cheile Grădiștei    | 30.               | 27.               | 23.               | 11.           |
| 2017                | Osrblie             | 67.               | 57.               | 33.               | –             |
| 2018                | Otepää              | 64.               | 38.               | 37.               | 18.           |
| 2019                | Osrblie             | 74.               | 68.               | –                 | 10.           |